# Valea Mare (gmina w okręgu Aluta)
Valea Mare – gmina w Rumunii, w okręgu Aluta. Obejmuje miejscowości Bârca, Recea, Turia, Valea Mare i Zorleasca. W 2011 roku liczyła 3829 mieszkańców.